# Massimo Callegari
Massimo Callegari (Ferrara, 15 settembre 1977) è un giornalista, conduttore televisivo e telecronista sportivo italiano.

## Biografia

### Gli inizi, Eurosport e Sportitalia
Inizia la sua carriera collaborando con tv e stampa locale. Nel 1996 si iscrive alla facoltà di lettere moderne all'Università degli Studi di Ferrara e realizza le sue prime telecronache sportive per l'emittente Tele+2. È iscritto all'Ordine dei giornalisti dell'Emilia-Romagna dal 1998.
Nel 1999 entra a far parte di Eurosport come commentatore di triathlon, atletica leggera e pallavolo.
Nel 2003 si laurea. Nel 2004 diventa commentatore di calcio per la neonata Sportitalia. A lui vengono affidate in particolare le gare del calcio sudamericano, come le qualificazioni al campionato del mondo e la Coppa Libertadores.

### Mediaset
Nell'estate 2007 passa alla redazione sportiva di Mediaset e conduce su Mediaset Premium i programmi dedicati alla Serie A per anticipi, posticipi e gare della domenica pomeriggio, oltre a commentare le gare di calcio internazionale. Nella stagione 2017-2018 torna alle telecronache delle partite trasmesse dalle reti Mediaset. È telecronista di alcune partite del campionato del mondo 2018.

### DAZN
Dal 2018 è telecronista delle partite per la piattaforma DAZN. Con Stefano Borghi e Pietro Cavalli, ha commentato tra le altre il Superclásico Boca Juniors-River Plate, finale della Coppa Libertadores 2018.
Oltre all'attività di telecronista, collabora con l'emittente radiofonica Radio 105 intervenendo nella rubrica "Amici sportivi e non sportivi" in onda ogni lunedì mattina durante la trasmissione 105 Friends.

### Ritorno a Mediaset
Nell'estate del 2021 torna a Mediaset, conducendo il programma domenicale Pressing - Prima serata insieme a Monica Bertini su Rete 4 prima e Pressing su Italia 1 poi, oltre ad essere telecronista delle partite di UEFA Champions League su Canale 5 e Infinity +, della Coppa Italia e della Supercoppa italiana 2021 su Canale 5.
Nella stagione 2022-2023 conduce ancora Pressing la domenica sera e il mercoledì per i turni infrasettimanali su Mediaset Infinity e Italia 1 (oltreché essere opinionista di Ballon d'or, lo speciale per la premiazione del Pallone d'oro 2022, sul 20) sempre con Monica Bertini; è anche telecronista delle gare di Coppa Italia e Champions e nel febbraio 2023 commenta la  cerimonia di premiazione del Best FIFA Football Awards sul 20. Nell’estate del 2023 è anche telecronista della Partita del Cuore per la Romagna  e del Trofeo Silvio Berlusconi su Canale 5. È poi confermato con Bertini alla conduzione di Pressing e alle telecronache delle gare di Champions (anche la finale), Coppa Italia e finale di Supercoppa italiana 2023, alle quali si aggiunge quella delle qualificazioni al campionato d'Europa 2024. È inoltre nuovamente opinionista di Ballon d'Or, lo speciale per la premiazione del Pallone d'oro sul canale 20, e anche del sorteggio degli ottavi di Champions sulla stessa rete.
In parallelo, nel febbraio del 2024, entra a far parte della redazione di calciomercato.com con una rubrica settimanale dal titolo Top class.
Nel 2024-2025 è confermato alla conduzione di Pressing, alla telecronaca delle gare di Coppa Italia e delle semifinali della Supercoppa italiana 2024 oltreché del nuovo Mondiale per club (come telecronista e opinionista in studio).

### Youtube
Durante la stagione 2024/2025 del campionato di Terza Categoria di Milano è stato commentatore della FC Zeta Milano. Il 13 Aprile 2025, inoltre, ha esordito come giocatore per la medesima squadra.